# 勒克罗 (埃罗省)
勒克罗（法語：Le Cros）是法国埃罗省的一个市镇，属于洛代夫区（Lodève）勒凯拉县（Le Caylar）。该市镇总面积22.45平方公里，2009年时的人口为48人。

## 人口
勒克罗人口变化图示